# Nepallarmdrossel
Nepallarmdrossel (Turdoides nipalensis) er en fugl i familien leiothrichidae inden for spurvefugle. Den forekommer i Himalaya i vestlige og centrale Nepal. IUCN kategoriser arten som Ikke truet.

## Eksterne links
- Wikispecies har taksonomi med forbindelse til  Turdoides nipalensis

| Dyr | Spire Denne artikel om dyr er en spire som bør udbygges. Du er velkommen til at hjælpe Wikipedia ved at udvide den. |